# Cornelis van Lanschot
Cornelis van Lanschot (Loon op Zand, gedoopt 3 oktober 1711 – Antwerpen, 1789) was een Bossche koopman en de grondlegger van het bankiershuis Van Lanschot.
Van Lanschot was een zoon van Adrianus van Lanschot (1682-1731) en Elisabeth van den Hove (1684-1762). Vader Adrianus was afkomstig van het Brabantse Zundert. Hij had in Loon op Zand een bierbrouwerij. 
Cornelis trouwde met de Venlose koopmansdochter Henrica Henrici en trok daarop naar 's-Hertogenbosch. In 1737 werd hij ingeschreven als poorter van die stad en startte hij een handel in koloniale waren. Kort daarna werd hij toegelaten tot het Bossche Kramers- en Tingietersgilde. Zijn specialisatie was de groot- en kleinhandel in koloniale producten zoals koffie, thee, suiker, kandij en rijst die hij via de Verenigde Oost-Indische Compagnie inkocht. 
In 1744 betrok Van Lanschot het pand 'De Gulden Ketel' aan de Markt. De winsten uit het bedrijf en de nalatenschap van de familie van zijn vrouw belegde hij in huizen en landerijen. 

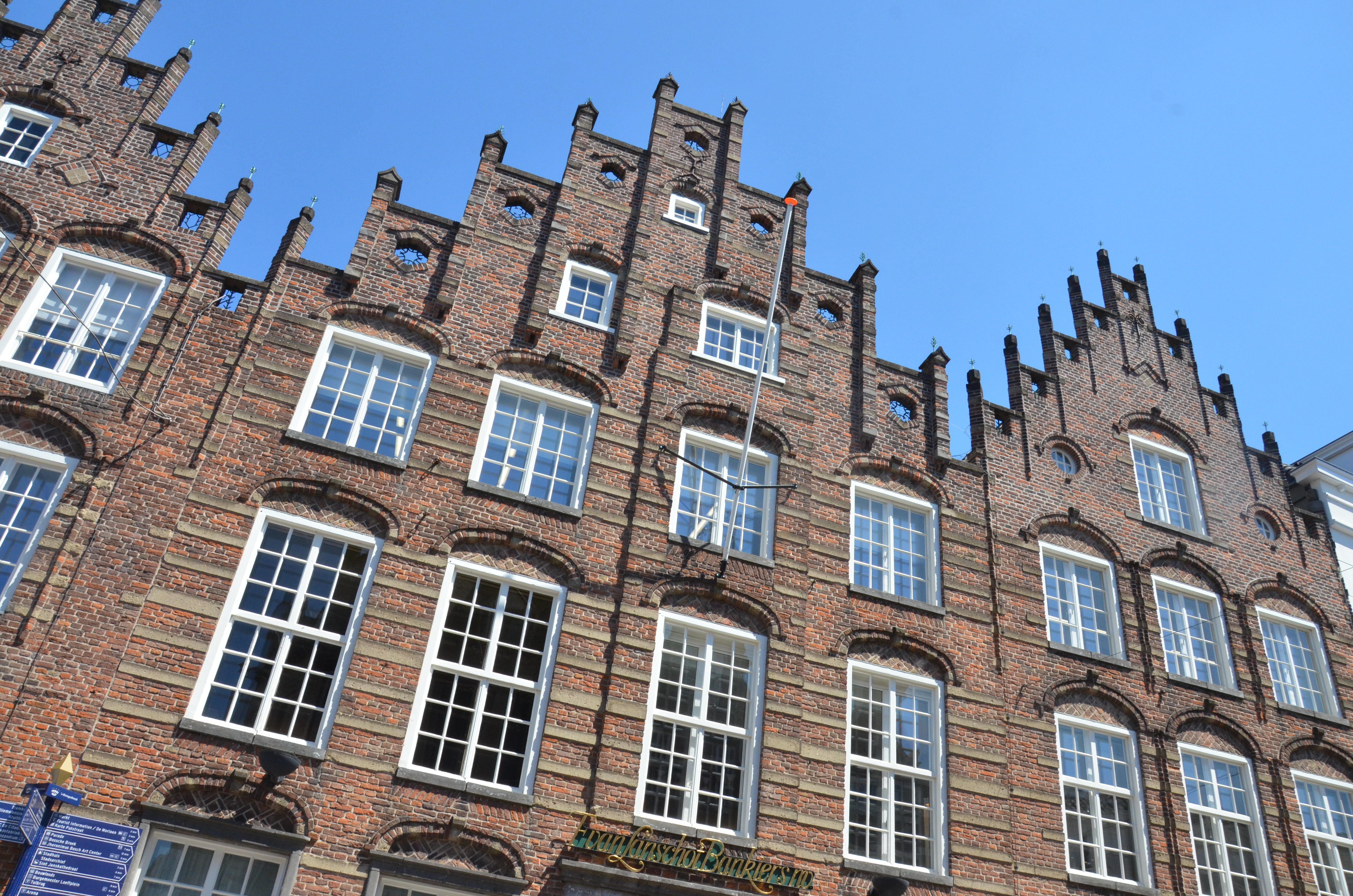
Van Lanschot Bankiers 's-Hertogenbosch

In 1767 trok Cornelis zich terug uit de firma ten gunste van zijn zoon Godefridus. Zelf verhuisde hij naar Antwerpen, waar hij in 1789 zou sterven. 
Het bedrijf legde zich reeds meer toe op financiële producten. De oudst bewaard gebleven effectennota dateert van 21 april 1784. Het betreft de aankoop van drie obligaties van ieder duizend gulden te laste van de Zweedse kroon. Zweedse en Deense stukken waren in die jaren geliefd, net als Brunswijkse, Keizerlijke en Russische. Ook stukken op Nederlands West-Indische en Deens-West-Indische plantages waren in de handelsportefeuille opgenomen. 
Vanuit 'De Gulden Ketel' en later de aangrenzende panden 'De Hemel' en 'Het Lam' bedreven de Van Lanschots generaties lang hun handel. De handelsfirma van Cornelis van Landschot van 1737 bestaat anno 2023 uit de beursgenoteerde naamloze vennootschap voor vermogensbeheer Van Lanschot Kempen.